# 特克公爵法蘭西斯
特克公爵弗朗茨（德語：Franz Paul Karl Ludwig Alexander，1837年8月28日—1900年1月21日），1863年以前稱霍亨施泰因伯爵弗朗茨，英國王后特克的瑪麗的父親。
弗朗茨的父親是符騰堡王國第一任國王腓特烈一世的姪子，母親是匈牙利貴族，婚後被封為霍亨施泰因女伯爵（Countess von Hohenstein）。由於父母是貴庶通婚，弗朗茨並無符騰堡的王位繼承權。
1863年，弗朗茨被符騰堡國王威廉一世封為特克侯爵（德語：Prince von Teck），後於1871年被符騰堡國王卡爾一世封為特克公爵。

## 家庭
1866年，弗朗茨與劍橋的阿德萊德郡主結婚，兩人共有3子1女：
- 特克的玛丽（1867年—1953年），英國王后
- 阿道弗斯（1868年—1927年），劍橋侯爵
- 法蘭西斯（英语：Prince Francis of Teck）（1870年—1920年）
- 亞歷山大（1874年—1957年），阿斯隆伯爵